# Élections fédérales canadiennes de 1968
Les élections fédérales canadiennes de 1968 se déroulent le 25 juin 1968 afin d'élire les députés de la vingt-huitième législature de la Chambre des communes du Canada. Il s'agit de la vingt-huitième élection générale depuis la Confédération canadienne en 1867. Le Parti libéral du Canada est élu à un gouvernement majoritaire sous son nouveau chef, Pierre Elliott Trudeau.

## Contexte
Pierre Trudeau, relativement inconnu jusqu'à sa nomination au conseil des ministres du premier ministre Lester B. Pearson, avait remporté une victoire-surprise contre Paul Joseph James Martin, Paul Hellyer, Robert Winters et Eric Kierans lors du congrès d'investiture du parti plus tôt en 1968. Charismatique, intellectuel, célibataire et couramment bilingue, Trudeau provoque un enthousiasme sans précédent parmi les électeurs, un phénomène qu'on a appelé la « trudeaumanie ». Lors de ses apparitions en public, il est souvent accueilli par des jeunes filles hystériques, un phénomène jamais vu jusqu'alors en politique au Canada.
La campagne libérale est centrée sur la personnalité de Trudeau. Les publicités libérales le mettent en vedette, le démontrant invitant les Canadiens à créer une « société juste », c'est-à-dire une expansion importante des programmes sociaux.
L'opposition principale des libéraux vient du Parti progressiste-conservateur du Canada dirigé par Robert Stanfield. Toutefois, le parti ne s'est pas encore remis des guerres intestines qui avaient précédé l'éjection du chef John Diefenbaker. Ils rencontrent également des difficultés en raison de leur position sur le Québec. Cherchant à se différencier du fédéralisme rigide de Trudeau, ils appuient l'idée des « deux nations », c'est-à-dire que leurs politiques se baseraient sur l'idée que le Canada est un pays fondé par et comprenant deux nations — les Canadiens français et les Canadiens anglais. L'idée est très mal reçue au Canada anglais et au sein du parti ; ils sont obligés de battre en retraite lorsque la politique est décriée par des candidats de leur propre parti. Tard dans la campagne, ils sortent des publicités signées par Stanfield déclarant que le Parti progressiste-conservateur croit en « Un pays, un Canada ».
Trudeau rencontre plus de succès avec sa vision d'un Canada uni et indivisible.
Le Nouveau Parti démocratique est dirigé par l'ancien premier ministre saskatchewanais Tommy Douglas, mais ne réussit pas encore une fois à faire une véritable percée. Douglas fait campagne sur le logement abordable, des pensions de vieillesse plus élevées, des prix plus bas pour les médicaments, et un coût de la vie réduit. Toutefois, le NPD a de la difficulté à faire campagne contre un Trudeau plutôt gauchiste, lui-même un ancien partisan néo-démocrate. Douglas se retire de la direction du parti en 1971, mais demeure un symbole puissant pour le NPD.
Le Parti du Crédit social ne réussit pas à remporter de sièges. Par contre, le Ralliement des créditistes, l'aile québécoise du parti qui s'était séparée du parti canadien-anglais, rencontre un plus grand succès. Les créditistes sont une option populiste qui attire les conservateurs sociaux et les nationalistes québécois. Ils sont particulièrement forts dans les circonscriptions rurales et parmi les électeurs plus pauvres. Réal Caouette, chef du parti, fait campagne contre la pauvreté, l'indifférence du gouvernement et « la grosse finance ». Caouette donne l'impression aux électeurs que son parti est le seul qui appartient réellement au peuple.
Les résultats de l'élection sont scellés lorsque, le soir précédant le jour du scrutin, une émeute, que l'on baptisa le Lundi de la matraque, éclate lors du défilé de la fête de la Saint-Jean-Baptiste à Montréal. Protestant contre la présence du premier ministre au défilé, des partisans de l'indépendance du Québec crient : « Trudeau au poteau ! » en lui lançant de bouteilles et des pierres. Trudeau, qui n'avait jamais fait de service militaire et dont le courage avait en conséquence été remis en question par certains, tient tête aux émeutiers et refuse de fuir la violence malgré les insistances de son escorte de sécurité. Les images de Trudeau se tenant fermement devant les bouteilles lancées par les émeutiers sont diffusées à travers le pays et donnent une poussée encore plus grande aux libéraux parmi les Canadiens anglais qui voient désormais en lui le dirigeant idéal pour combattre la menace du séparatisme québécois.

## Résultats

### Dans le pays
| |                                       |                                       |                     |        |             |        |           |               |         |         |
| Parti | Parti                                 | Chef                                  | Nombre de candidats | Sièges | Sièges      | Sièges | Sièges    | Voix          | Voix    | Voix    |
| Parti | Parti                                 | Chef                                  | Nombre de candidats | 1965   | Dissolution | Élus   | % Diff.   | nombre absolu | %       | Diff.   |
| | Parti libéral                         | Pierre Trudeau                        | 262                 | 131    | 128         | 154    | +18,3 %   | 3 686 801     | 45,37 % | +5,18 % |
| | Progressiste-conservateur             | Robert Stanfield                      | 262                 | 97     | 94          | 72     | -25,8 %   | 2 548 949     | 31,36 % | -1,05 % |
| | NPD                                   | Tommy Douglas                         | 263                 | 21     | 22          | 22     | +4,8 %    | 1 378 263     | 16,96 % | -0,95 % |
| | Ralliement créditiste                 | Réal Caouette                         | 72                  | 9      | 8           | 14     | +55,6 %   | 360 404       | 4,43 %  | -0,22 % |
| | Indépendant                           | Indépendant                           | 29                  | 1      | 2           | 1      | -         | 36 543        | 0,45 %  | -0,23 % |
| | Libéral-travailliste                  | Pierre Trudeau                        | 1                   |        |             | 1      |           | 10 144        | 0,12 %  |         |
| | Crédit social                         | A. B. Patterson                       | 32                  | 5      | 4           | -      | -100 %    | 68 742        | 0,85 %  | -2,82 % |
| | Libéral indépendant                   | Libéral indépendant                   | 11                  | -      | -           | -      | -         | 16 785        | 0,21 %  | -0,01 % |
| | Rhinocéros                            | Cornelius Ier                         | 2                   |        |             | -      |           | 5 802         | 0,07 %  | +0,07 % |
| | Communiste                            | William Kashtan                       | 14                  | -      | -           | -      | -         | 4 465         | 0,05 %  | x       |
| | Progressiste-conservateur indépendant | Progressiste-conservateur indépendant | 5                   | 1      | -           | -      | -100 %    | 2 762         | 0,03 %  | -0,14 % |
| | Démocratisation économique            |                                       | 5                   |        |             | -      |           | 2 651         | 0,03 %  |         |
| | Franc Lib                             |                                       | 1                   |        |             | -      |           | 2 141         | 0,03 %  |         |
| | Conservateur indépendant              | Conservateur indépendant              | 1                   | -      | -           | -      | -         | 632           | 0,01 %  | x       |
| | Réforme                               | Réforme                               | 1                   |        |             | -      |           | 420           | 0,01 %  |         |
| | Conservateur                          | Conservateur                          | 1                   | -      | -           | -      | -         | 339           | x       | x       |
| | Esprit social                         | Henri-Georges Grenier                 | 1                   | -      | -           | -      | -         | 311           | x       | x       |
| | Socialiste-travailliste               |                                       | 1                   | -      | -           | -      | -         | 202           | x       | x       |
| | Républicain                           |                                       | 1                   |        |             | -      |           | 175           | x       |         |
| | New Canada                            | Fred Reiner                           | 1                   |        |             | -      |           | 148           | x       |         |
| | National-socialiste                   |                                       | 1                   |        |             | -      |           | 89            | x       |         |
| | Vacant                                | Vacant                                | Vacant              | Vacant | 6           |        |           |               |         |         |
| Total | Total                                 | 967                                   | 265                 | 265    | 264         | -0,4 % | 8 126 768 | 100 %         |         |         |
| Sources : http://www.elections.ca — Historique des circonscriptions depuis 1867 — Toronto Star, 24 juin 1968. |                                       |                                       |                     |        |             |        |           |               |         |         |

Notes :
- « % Diff. » : indique le changement depuis l'élection précédente
- x : moins de 0,005 % des voix
- « Dissolution » indique l'état des partis à la Chambre des communes lors du déclenchement de l'élection.

### Par province
| Parti                                 | Parti                     | Parti          | C-B  | AB   | SK   | MB   | ON   | QC   | N-B  | N-É  | ÎPE  | TNL  | TNO  | YK   | Total |
| ------------------------------------- | ------------------------- | -------------- | ---- | ---- | ---- | ---- | ---- | ---- | ---- | ---- | ---- | ---- | ---- | ---- | ----- |
|                                       | Libéral                   | Sièges :       | 16   | 4    | 2    | 5    | 63   | 56   | 5    | 1    | -    | 1    | 1    | -    | 154   |
|                                       | Libéral                   | Voix (%) :     | 41,8 | 35,7 | 27,1 | 41,5 | 46,2 | 53,6 | 44,4 | 38,0 | 45,0 | 42,8 | 63,8 | 47,0 | 45,4  |
|                                       | Progressiste-conservateur | Sièges :       | -    | 15   | 5    | 5    | 17   | 4    | 5    | 10   | 4    | 6    | -    | 1    | 72    |
|                                       | Progressiste-conservateur | Voix (%) :     | 18,9 | 51,0 | 37,0 | 31,4 | 32,0 | 21,1 | 49,7 | 55,2 | 51,8 | 52,7 | 23,4 | 48,0 | 31,4  |
|                                       | NPD                       | Sièges :       | 7    | -    | 6    | 3    | 6    | -    | -    | -    | -    | -    | -    | -    | 22    |
|                                       | NPD                       | Voix (%):      | 32,6 | 9,4  | 35,7 | 25,0 | 20,6 | 7,5  | 4,9  | 6,7  | 3,2  | 4,4  | 12,8 | 5,0  | 17,0  |
|                                       | Ralliement créditiste     | Sièges :       |      |      |      |      |      | 14   | -    |      |      |      |      |      | 14    |
|                                       | Ralliement créditiste     | Voix (%) :     |      |      |      |      |      | 16,4 | 0,7  |      |      |      |      |      | 4,4   |
|                                       | Indépendant               | Sièges :       | -    | -    | -    | -    | 1    | -    | -    |      |      |      |      |      | 1     |
|                                       | Indépendant               | Voix (%) :     | 0,1  | 0,2  | 0,2  | 0,3  | 0,6  | 0,6  | 0,2  |      |      |      |      |      | 0,4   |
|                                       | Libéral-travailliste      | Sièges :       |      |      |      |      | 1    |      |      |      |      |      |      |      | 1     |
|                                       | Libéral-travailliste      | Voix (%) :     |      |      |      |      | 0,3  |      |      |      |      |      |      |      | 0,1   |
| Total sièges :                        | Total sièges :            | Total sièges : | 23   | 19   | 13   | 13   | 88   | 74   | 10   | 11   | 4    | 7    | 1    | 1    | 264   |
| Partis n'ayant remporté aucun siège : |                           |                |      |      |      |      |      |      |      |      |      |      |      |      |       |
|                                       | Crédit social             | Voix (%) :     | 6,4  | 1,9  |      | 1.5  | xx   |      |      |      |      | 0,1  |      |      | 0,8   |
|                                       | Libéral indépendant       | Voix (%) :     |      | 1,5  |      |      | 0,1  | 0,2  |      |      |      |      |      |      | 0,2   |
|                                       | Rhinocéros                | Voix (%) :     |      |      |      |      |      | 0,3  |      |      |      |      |      |      | 0,1   |
|                                       | Communiste                | Voix (%) :     | 0,1  | 0,1  | 0,1  | 0,2  | 0,1  | xx   |      |      |      |      |      |      | 0,1   |
|                                       | PC indépendant            | Voix (%) :     |      | 0,2  |      |      | xx   | xx   | 0,1  | 0,1  |      |      |      |      | xx    |
|                                       | Démocratisation écon.     | Voix (%) :     |      |      |      |      |      | 0,1  |      |      |      |      |      |      | xx    |
|                                       | Franc Lib                 | Vote:          |      |      |      |      |      | 0,1  |      |      |      |      |      |      | xx    |
|                                       | Conservateur indépendant  | Voix (%) :     |      |      |      | 0,2  |      |      |      |      |      |      |      |      | xx    |
|                                       | Réforme                   | Voix (%) :     | 0,1  |      |      |      |      |      |      |      |      |      |      |      | xx    |
|                                       | Conservateur              | Voix (%) :     |      |      |      |      |      | xx   |      |      |      |      |      |      | xx    |
|                                       | Esprit social             | Voix (%) :     |      |      |      |      |      | xx   |      |      |      |      |      |      | xx    |
|                                       | Socialiste-travailliste   | Voix (%) :     |      |      |      |      | xx   |      |      |      |      |      |      |      | xx    |
|                                       | Républicain               | Voix (%) :     | xx   |      |      |      |      |      |      |      |      |      |      |      | xx    |
|                                       | New Canada                | Voix (%) :     |      |      |      |      | xx   |      |      |      |      |      |      |      | xx    |
|                                       | National-socialiste       | Voix :         |      |      |      |      |      | xx   |      |      |      |      |      |      | xx    |

- xx : moins de 0,05 % des voix